# Ross Hill
Ross Girotti Hill (11. dubna 1973 Mnichov, Západní Německo – 15. ledna 1990 Stockbridge, Massachusetts, USA) byl americký herec a adoptivní syn Lori Zwicklbauerové a Terence Hilla.

## Životopis
Terence Hill v Mnichově adoptoval Rosse během natáčení filmu Jestli se rozzlobíme, budeme zlí, když mu byly pouhé tři dny. Už jako dítě se objevil po boku svého adoptivního otce ve filmech Don Camillo (1983) a Dobrodruh (1987).
V dětství se věnoval fotbalu, veslování a také herectví. Kromě angličtiny mluvil plynně italsky a německy. Navštěvoval Middlesex College v Concordu, třicet kilometrů od Bostonu. Připravoval se na roli psance známého jako Billy the Kid ve filmu Šťastný Luke, hrané adaptaci stejnojmenného komiksu, který jeho otec začal natáčet v Santa Fe.
Po víkendu stráveném s rodinou se dne 15. ledna 1990 vracel s kamarádem Kevinem Lehmannem z Beaumontu na vysokou školu. Cestou jeho auto na zamrzlé vozovce dostalo smyk a narazilo do stromu. Ross Hill byl na místě mrtev, zatímco Lehmann zemřel ještě téže noci v nemocnici. Oběma bylo 16 let.

## Filmografie
- Don Camillo (1983)
- Dobrodruh (1987)